# Nacionalna oslobodilačka fronta (Južni Jemen)
Nacionalna oslobodilačka fronta (eng. National Liberation Front, arapski:  الجبهة القوميّة) ili NLF bila je marksistička paravojna organizacija i politička stranka koja je djelovala u Južnoarabijskoj Federaciji, današnjem južnom Jemenu tijekom Adenske krize. Tijekom građanskog rata u Sjevernom Jemenu 1962. - 1970. borbe su se prelile u Južni Jemen kad su Britanci pokušali uspostaviti autonomnu koloniju Federacija Južne Arabije. 
Po odlasku britanskih oružanih snaga nakon 128 godina, NLF je preuzeo vlast od svog takmaca, arapske nacionalističke Fronte za oslobođenje okupiranog Južnog Jemena (FLOSY). 1967. je NLF nadzirao većinu teritorija
Nakon Adenske krize (1963. – 1967.) NLF se preorganizirao u Jemensku socijalističku stranku i uspostavio jednostranački (jedina stranka bila je Nacionalna oslobodilačka fronta) komunistički režim. 30. studenoga 1967. proglasili su Narodnu Republiku Južni Jemen. Sproveli su društvene reforme poput ukidanja ropstva na otoku Sokotri, djelomična nacionalizacija i dr. God. 1978. napravljen je vojni udar u Južnome Jemenu u kojem je ubijen Salim Ali Rubaji, a vlast su preuzeli Ali al-Nasir Muhamad i Abd al-Fatah Ismail. 1978. godine NLF je preimenovan u Jemensku socijalističku stranku.